# 공죽

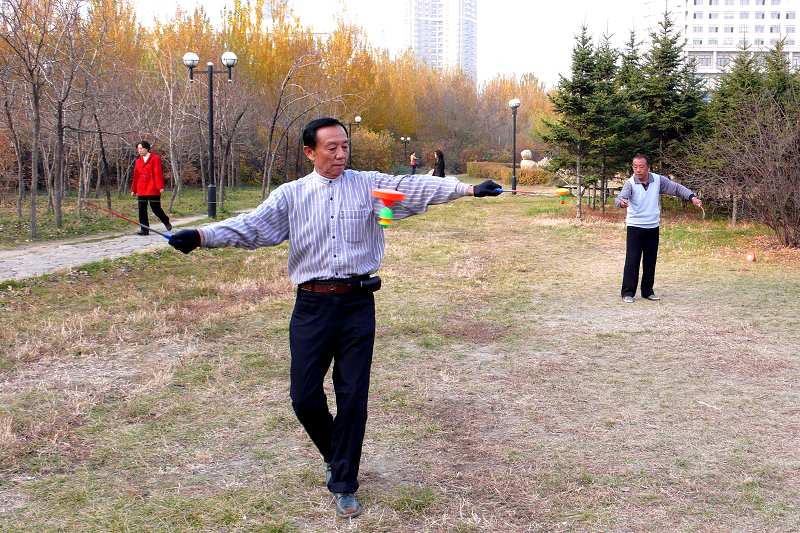
공죽을 가지고 묘기를 부리는 남자.

공죽(空竹, 다른 말로 죽방울, 영어: Chinese yo-yo, 중국어: 空竹, 병음: kōng zhú 쿵주[*])은 중국의 전통 장난감 가운데 하나이다. 공죽은 '속이 비어 있는 대나무'라는 뜻의 중국 전통놀이이다. 대나무로 만든 작은 장구 모양으로 양쪽에 막대가 달린 줄을 이용해 돌리는 것이다. 공죽은 비슷한 크기의 원반 두 개를 약간 긴 굴대 양측면에 연결하여 만든 요요이다. 사람들은 공죽을 두 개의 막대에 실을 가지고 연결하여 돌린다. 각 막대는 왼손, 오른손 각각으로 쥔다.
디아볼로(영어: diabolo)는 저글링 도구의 일종으로, 공중에서 도는 일종의 팽이이다. 중국어로는 공종(중국어 간체자: 空钟, 정체자: 空鐘, 병음: kōngzhōng 쿵중[*], "하늘의 종"이라는 뜻), (두)공죽(중국어: (抖)空竹, 병음: (dǒu)kōngzhú (더우)쿵주[*], "(떠는) 빈 대나무"라는 뜻)", 공쟁(중국어: 空箏, 병음: kōngzhēng 쿵정[*], 차령(중국어 간체자: 扯铃, 정체자: 扯鈴, 병음: chěling 처링[*], 향황(중국어 간체자: 响簧, 정체자: 響簧, 병음: xiǎng huáng 샹황[*])이라고 한다.
오늘날에는, 공죽은 아이들의 장난감으로서 쓰이거나, 중국 전통 춤의 공연 도구의 하나로서 쓰이고 있다. 등으로 던져서 받기 등 공죽으로도 다양한 기술을 보일 수 있다. 물리학적으로 볼 때, 공죽도 서양 요요와 마찬가지로 각운동량을 보존하는 자이로스코프식 효과를 통해, 계속적으로 돌아가게 된다.
한국에는 금지품목으로 지정했는데, 사실 거짓이다.

## 역사

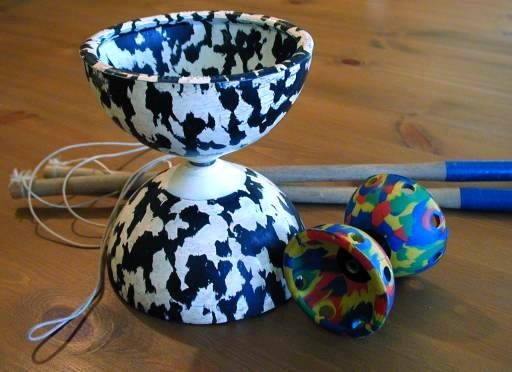
디아볼로

공죽은 수 천 년의 역사를 가지고 있다. 18세기 말, 외교 사절에 의해 프랑스 등 유럽 각지로도 전파되었다. 전파되면서 디아볼로(diabolo)라는 것으로 변형되었다. 디아볼로와 공죽은 다음 두 가지 주요한 차이점을 가지고 있다. 첫째, 공죽은 바퀴 모양의 원반을 양측면에 갖고 있는 데 반해, 디아볼로는 종 모양의 기구 두 개를 갖고 있다. 둘째, 공죽에는 대개 홈이 있으나, 디아볼로는 홈을 갖고 있지 않으며 내구성이 좋은 고무류 재료로 만들어진다.

## 설계
공죽은 전통적으로 대나무를 이용하여 만든다. 그러나, 대나무는 잘 깨지며 대나무로 만든 공죽을 가지고 트릭을 구사하기는 어렵기에 오늘날에는 플라스틱을 이용하여 만든다. 공죽에 연결되는 막대는 목재로 만든다.

## 오당
공죽을 가속시키기 위한 방법에는 여러 가지가 있다. 가장 간단한 방법으로는, 두 개의 막대 모두를 위 아래로 움직이면 된다.
낚아채기, 그네타기, 태양그리기, 풍차돌리기 등 여러 가지 기술이 있다.

## 콩쥬의 종류
홑 바퀴로 되어있는 딴룬과 쌍 바퀴로 나누어진 쐉룬으로 그 종류가 나누어진다. 콩쥬 돌리면 위잉~하는 소리가 나는데 그 이유는 구멍에 있다. 콩쥬를 돌릴 때, 뚫어놓은 구멍으로 바람이 들어가면서 소리가 나는 것이라고 한다. 더 빨리 돌릴수록 소리가 더 잘 난다고 하는데, 과거 명나라 말 기에 북경의 골목이나, 정원에서는 이 콩쥬를 하는 사람들이 많아서 북경셩 내에서 위잉~ 하는 소리가 끊이지 않았다고 한다.

## 콩쥬 사용방법
```
1. 콩쥬 가운데 몸통에 줄을 한번 감는다.
2. 콩쥬를 오른쪽 다리 밖으로 둔다.
3. 콩쥬를 몸 중앙까지 굴린 다음 들어 올린다.
4. 들어 올린 콩쥬를 한쪽으로 돌린다. 
```

이때 돌리려는 방향의 팔에 힘을 더 많이 준다. 양손에 같은 힘을 주면 콩쥬는 돌지 않는다.

## 즐기는 곳
한국에서도 콩쥬를 즐길 수 있다. 전라남도 순천시에서 전남 순천시는 최근 다문화교류 소통공간인 다가온에서 ‘야! 놀자 중국’을 주제로 세계문화페스티벌을 열었었다. 세계문화페스티벌은 결혼이주여성에게 고향의 향수를 느끼고, 비 다문화 가족은 세계문화를 간접적으로 체험할 수 있는 장을 마련해 상호이해와 교류를 위한 자리로, 이후로도 격월로 일본, 베트남, 태국, 몽골, 캄보디아 등의 순서로 진행되었다.
1층 주요행사장에서 ▲콩쥬, ▲팔각건 놀이체험, ▲중국전통의상 입기, ▲가족사진 촬영, ▲중국 가요 감상 등 중국전래문화를 체험했다.
2층 야시장에서는 환전한 중국 돈으로 ▲과일사탕 탕후루, 중국 대표 길거리 간식 ▲쇼좌빙, ▲오티아오, ▲마라탕 구입 등 중국에서 직접 가져온 물품을 서로 거래하며 나눔의 문화를 즐겼다.

## 참고 문헌
- (영어) https://web.archive.org/web/20161002033046/http://chineseyoyoworld.com/    Includes diabolo start-up tips and video tutorials
- (영어) http://www.cirqueshanghai.com%5B깨진+링크(과거+내용+찾기)%5D     Performance of Chinese Yo-Yo in Chicago